# Ашшур-раби I
Ашшур-раби I — правитель города Ашшура приблизительно в 1472—1452 годах до н. э.
Сын Эллиль-нацира I. Занял престол, свергнув своего племянника Ашшур-шадуни. Освободился от митаннийской гегемонии. Годы его правления на табличке «Ассирийского царского списка» не сохранились.